# پاورس
پاوارس یکی از روستاهای استان آذربایجان شرقی است که در دهستان گرمه جنوبی بخش مرکزی شهرستان میانه واقع شده‌است.

## موقعیت
پاوارس در منطقهٔ کوهستانی و حد مرز بین شهرستان میانه و خلخال قرار دارد. این روستا یکی از نواحی بکر این منطقه می‌باشد و از قدمت تاریخی بالایی برخوردار بوده که آثار باستانی پیرامون آن نشانگر این مطلب می‌باشد. این منطقه به علت قرارگیری در ارتفاعات کوهستانی نسبت به دیگر مناطق شهرستان میانه دارای آب و هوای بسیار مطلوبی در فصول بهار و تابستان می‌باشد. این روستا دارای شبکه آبرسانی، برق و تلفن شهری می‌باشد و سیستم شبکه موبایل نیز در این روستا به خوبی قابل سرویس‌دهی می‌باشد.
با توجه به ساخت و سازهایی که اخیراً در این روستا شده‌است آن را به منطقه سیاحتی و  ییلاقی تبدیل نموده و لذا بخش مسکونی و باغ ویلای این روستا در حال گسترش می‌باشد.
باگذشت سال‌ها مردمی که به علل مختلف ناگزیر به مهاجرت به شهرها شده بودند، دوباره به روستای زیبای پاوارس باز گشته‌اند، و زندگی، هم چنان برخلاف برخی از روستاهای دیگر این منطقه، ادامه دارد.
در این میان عده‌ای به علت آب و هوای مطلوب این روستا و نیز آرامشی که در آن حاکم است و برای زندگی فصلی برگشته‌اند و حتی نفراتی که نسل‌های دوم و سوم مهاجر می‌باشند و نیز غیر بومی‌ها در این روستا به صورت فصلی ساکن شده‌اند. البته بافت جمعیتی و موقعیت جغرافیایی و زمین‌های مستعد و مرغوب و آب معدنی گوارا و سالمی که در چشمه‌های این روستا و اطراف آن قرار دارد باعث مرکزیت و رونق آن  و نیز وجهه تمایز و برتری این روستا نسبت به دیگر روستاهای این منطقه شده‌است.
این روستا از دو قسمت شمالی و جنوبی تشکیل شده‌است که قسمت شمالی آن دارای جمعیت بیشتری بوده و باغ ویلاهای بیشتری در آن وجود دارد.
از لحاظ فرهنگی و آموزشی این روستا دارای مدارس، مساجد و حسینه بوده به صورتی که مرکز فرهنگی منطقه(میدان‌داغی) می‌باشد.

## اقتصاد
دامداری و کشاورزی تنها شغل و منبع درآمد اهالی بومی این روستا می‌باشد

## جای‌های دیدنی
یکی از مناطق دیدنی پاوارس (علیبولاغی)است، چشمه‌ای بالای باغ بود پر آب، بنام علی بولاغی و به همین خاطر اسم باغ نیز همین است، دره کوچکی با عرض دهانه حدود بیست متر علی بولاغی را در طول به دو نیم تقسیم می‌کند.روستای پاوارس دارای چشمه‌های دیگری نیز هست که می‌توان از چشمه گووجه خانه چشمه الله وردی چشمه بالای روستا(یوخاری بلاق) نیز یاد کرد